# Stereomerus
Stereomerus is een kevergeslacht uit de familie van de boktorren (Cerambycidae). De wetenschappelijke naam van het geslacht werd voor het eerst geldig gepubliceerd in 1935 door Melzer.

## Soorten
Stereomerus omvat de volgende soorten:
- Stereomerus brachypterus Martins & Galileo, 1994
- Stereomerus diadelus Martins & Galileo, 1994
- Stereomerus hovorei Martins & Galileo, 2007
- Stereomerus lineatus (Breuning, 1940)
- Stereomerus maculatus Galileo & Martins, 2003
- Stereomerus melzeri Martins & Galileo, 1994
- Stereomerus pachypezoides Melzer, 1935